# Memories (谷山浩子のアルバム)
『Memories』（メモリーズ）は、1997年9月17日に発売された谷山浩子の24作目のアルバムで、3作目のオリジナルベストアルバム。
デビュー25周年（『静かでいいな 〜谷山浩子15の世界〜』が発売された1972年から起算）と、「101人コンサート」の開催300回の達成を記念した初の2枚組オリジナルベストアルバムである。

## 概要
1996年から1997年にかけての「101人コンサート」会場でのライブテイク（リハーサル時に収録したものも含む）を中心に、既出のオリジナルベストアルバム『眠れない夜のために』と『カントリーガール』に未収録の曲が選ばれている。ライブテイクはほぼ全曲が谷山本人がピアノを弾きながら歌った弾き語りであるが、シンセサイザーが入る曲には石井AQが、アコースティック・ギターが入る曲には岡崎倫典がそれぞれ演奏に参加している。
なお、CD本体には発売日が1997年9月3日と記載されているが、実際には発売が延期され、同年9月17日に発売されている。

## 収録曲

### DISC 1
1. 船
2. ピエレット
3. ひとりでお帰り
4. 鳥は鳥に
5. 静かに
6. 再会
7. 草の仮面
8. 銀の記憶
9. ガラスの巨人
10. アリス
  - アルバム『もうひとりのアリス』に収録されている「アリス（プロローグ）」「アリス（エピローグ）」のフルコーラスバージョン。それまで未収録だった2番が含まれている。
11. あたしの恋人
12. LADY DAISY
13. 見えない小鳥
14. まっくら森の歌
15. ブルーサブマリン
  - 斉藤由貴のアルバム『PANT』に歌詞を提供した曲のセルフカバー。この曲は本作が初収録である。

### DISC 2
※「おはようクレヨン」以降はスタジオテイクのリマスタリング。
1. 森へおいで
  - ライブバージョンのため、アルバム『冷たい水の中をきみと歩いていく』で修正される前のオリジナル歌詞で収録。
2. 約束
3. 夢の逆流
4. 海の時間
5. 王国
  - 綾辻行人がゲスト出演した回のライブテイクで、アルバム『歪んだ王国』と同様に綾辻のコーラスが入っている。
6. あやつり人形
7. ミスティナイト
  - 本作発売当時はCD未収録であったが、後に発売された『谷山浩子 45th シングルコレクション』にオリジナル音源が収録された。
8. 六月の花嫁
  - 本作発売当時はCD未収録であったが、後に発売された『HIROKO TANIYAMA '70S』にオリジナル音源が収録された。
9. 風のたてがみ
10. 小さな魚
11. おはようクレヨン（アルバム『しっぽのきもち』より）
12. 冷たい水の中をきみと歩いていく（アルバム『冷たい水の中をきみと歩いていく』より）
13. 会いたくて（アルバム『歪んだ王国』より）
14. パジャマの樹（アルバム『ボクハ・キミガ・スキ』より）
15. 約束の海（アルバム『天空歌集』より）
16. ひとみの永遠（アルバム『天空歌集』より）

- 作詞：谷山浩子（DISC 1-4、DISC 2-7を除く全曲）、谷山浩子・大島弓子（DISC 1-4）、安田義文（DISC 2-7）
- 作曲：谷山浩子（DISC 1-9,15、DISC 2-2を除く全曲）、崎谷健次郎（DISC 1-9）、岡本朗（DISC 1-15）、いしいめぐみ（DISC 2-2）
- ディレクター：鈴木道夫、長岡和弘